# Marie-Laure Dougnac
Pour les articles homonymes, voir Dougnac.
Marie-Laure Dougnac est une actrice, réalisatrice, auteure et romancière française, née le 1er février 1962 à Lyon (Rhône).

## Biographie

### Théâtre
Née en 1962, Marie-Laure Dougnac commence sa carrière en 1983, au Café-théâtre de la Graine à Lyon, dans une adaptation libre du Petit Prince d'Antoine de Saint-Exupéry, avant de rejoindre les bancs de la Classe Libre de l'École Florent.
Parallèlement à ses débuts dans le doublage, son parcours au théâtre se poursuit à l'atelier de Philippe Duclos suivi d'une création en 1987, Les Souffrances du jeune Werther, adaptée pour les éditions Actes Sud et mise en scène par Filip Forgeau au Théâtre Gérard Philipe. La même année, elle incarne Sabine dans Le Menteur de Corneille avec Philippe Demarle.
En 1988, elle rejoint l'équipe de La Station Champbaudet de Labiche, avec Odette Laure, Maurice Baquet, Yves Pignot et Franck de Lapersonne dans une mise en scène de Jean Bouchaud, une création Atelier Théâtre Actuel pour le CADO Orléans et le Théâtre de Boulogne Billancourt.
En 1992, elle revient au théâtre, invitée par Jérôme Savary à jouer Viola dans sa mise en scène de La Nuit des rois de William Shakespeare au Théâtre national de Chaillot.
L'année suivante elle incarne l'actrice Marie Dorval dans Les Romantiques, l'opéra rock de Catherine Lara et Luc Plamondon mis en scène au Théâtre du Châtelet par Alfredo Arias puis au Théâtre du Gymnase Marie-Bell par Lydie Callier en 1994.
En 1996, elle participe à l'aventure inédite du théâtre dans le noir au Théâtre national de la Colline, avec Bonbon acidulé, écrit et mis en scène par Ricardo Sued.
Elle est ensuite Mme Massenay, aux côtés de Francis Perrin, dans La main passe de Georges Feydeau avec Marianne Epin, Pierre Santini et Christian Hecq dans une mise en scène de Gildas Bourdet au Théâtre national de Chaillot et une tournée nationale entre 1999 et 2000.
En 2001, elle rejoint la tournée de La Vénitienne, aux côtés de Claudia Cardinale, Catherine Allégret et Marcel Maréchal, dans une mise en scène de Maurizio Scaparro créée au Théâtre du Rond-Point.

### Cinéma et télévision
En 1985, elle tourne pour la première fois à la télévision avec Patty Villiers (série du Julien Fontanes, magistrat), puis en 1986, elle participe à la distribution chorale du film On a volé Charlie Spencer de Francis Huster.
En 1991, elle tient le rôle de Julie Clapet dans le film Délicatessen de Marc Caro et Jean-Pierre Jeunet.
En 1992, elle tourne avec Dino Risi dans une coproduction européenne, Mission d'amour.
En 1995, elle incarne Lydie  dans le film Au petit Marguery de Laurent Bénégui et Lauren dans Mo’ d'Yves-Noël François.
En 1996, Dominique Baron la dirige dans l'adaptation du roman, La Disgrâce de Nicole Avril, pour la télévision, avec Caroline Cellier et François Perrot. Elle est invitée à suivre La Longue Marche de Bébé par Christiane Spiero.
En 2001, elle incarne Liliane, la fille de Marie Dubois dans le téléfilm Le Bon Fils, réalisé par Irène Jouannet.
Elle apparaît aussi dans plusieurs courts métrages, comme Foutaises de Jean-Pierre Jeunet, Les Lacets de Stéphane Lelay avec Artus de Penguern et Mireille et Barnabé de Laurent Bénégui.
En 2019, elle interprète Véra dans le film Alice de Joséphine Mackerras.

### Doublage
Active dans le doublage, elle est entre autres une des voix françaises régulières de Liv Tyler, Ally Walker, Kellie Martin, Kelly Rowan et Jennifer Jason Leigh ainsi que de façon plus occasionnelle de Kristen Wiig, Heather Graham, Christina Applegate et Laura Allen.

### Littérature et réalisation
En 1993, Marie-Laure soumet la lecture de quelques essais à Franck Spengler, qui lui commande aussitôt des nouvelles pour ses éditions en collectif d'auteur, aux côtés de Régine Deforges, Françoise Rey, Muriel Cerf, Alina Reyes, Jeanne de Berg.
Les recueils paraissent aux éditions Blanche, puis aux éditions Presse Pocket, sous les titres Troubles de femmes en 1994, puis Passions de femmes en 1996, puis Plaisirs de femmes en 1998 et enfin Désirs de femmes en 1999.
En 1998, elle écrit et réalise son premier court métrage Le Champignon de la honte, produit par Les Films du Kiosque et diffusé l'année suivante sur FR3.
Marie-Laure Dougnac écrit ensuite son premier roman Le Voyage de Gwendelune (édition à tirage limité en 2004). Elle est invitée en 2009 à Angoulême en Résidence d'auteur pour une adaptation scénaristique de l'ouvrage, puis à présenter son scénario au Festival des scénaristes de Bourges.
En 2004, elle intègre l'Atelier scénario de La Fémis, où elle développe un scénario de long métrage d'animation.
En 2006, elle entreprend la réalisation d'un premier court métrage d'animation La Salle de bain d'Albert, invité au Festival de Cannes et diffusé sur TPS Star. Il sera suivi d'un autre court métrage en 3D, Dans la Lune.
En 2017, le réalisateur de documentaire Dominique Hennequin lui confie l'écriture des séquences animées de sa série animalière Des bêtes et des sorcières, série diffusée sur Arte en 2019.

## Filmographie

### Cinéma
- 1986 : On a volé Charlie Spencer de Francis Huster
- 1990 : Foutaises de Jean-Pierre Jeunet (court métrage)
- 1991 : Délicatessen de Marc Caro et Jean-Pierre Jeunet : Julie Clapet
- 1996 : Mireille et Barnabé aimeraient bien en avoir un ... de Laurent Bénégui : Mireille (court métrage)
- 1995 : Au petit Marguery de Laurent Bénégui : Lydie
- 1995 : Mo’ de Yves-Noël François : Lauren
- 1996 : Les Lacets de Stephan Lelay (avec Artus de Penguern) (court métrage)
- 2009 : Micmacs à tire-larigot de Jean-Pierre Jeunet : Julie Clapet (caméo, non créditée)
- 2019 : Alice de Josephine Mackerras : Véra

### Télévision
- 1985 : Julien Fontanes, magistrat : la juge Rouhault (saison 8, épisode 2 : Un dossier facile de Patty Villiers)
- 1993 : Missione D'Amore de Dino Risi : sœur Brigitte
- 1994 : Grossesse nerveuse de Denis Rabaglia : Nadine
- 1997 : Et si on faisait un bébé de Christiane Spiero : l'infirmière amoureuse (inclus dans la série de téléfilms L'Histoire du samedi)
- 1997 : La Disgrâce de Dominique Baron, adapté du roman de Nicole Avril : Louise, la gouvernante (inclus dans la série de téléfilms L'Histoire du samedi)
- 1998 : PJ : Sonia (saison 2, épisode 5 : Élodie de Gérard Vergez)
- 1999-2000 : Sous le soleil : Emma (Nina Seifert) (voix de l'actrice, saison 5 - 4 épisodes)
- 2001 : Le Bon Fils d'Irène Jouannet : Liliane

## Doublage

### Cinéma

#### Films
- Liv Tyler[4] dans (9 films) :
  - Le Seigneur des anneaux : La Communauté de l'anneau (2001) : Arwen
  - Le Seigneur des anneaux : Les Deux Tours (2002) : Arwen
  - Le Seigneur des anneaux : Le Retour du roi (2003) : Arwen
  - Père et Fille (2004) : Maya Harding
  - The Strangers (2008) : Kristen McKay
  - L'Incroyable Hulk (2008) : Betty Ross
  - Space Station 76 (2014) : la capitaine adjointe
  - Ad Astra (2019) : Eve McBride
  - Captain America: Brave New World (2025) : Elizabeth « Betty » Ross

- Jennifer Jason Leigh[4] dans (6 films) :
  - Kansas City (1996) : Blondie O'Hara
  - In the Cut (2003) : Pauline
  - Morgane (2016) : Kathy Grieff
  - Annihilation (2018) : Dr Ventress
  - Undercover : Une histoire vraie (2018) : Alex Snyder
  - La Femme à la fenêtre (2021) : Jane Russell

- Gwyneth Paltrow[4] dans :
  - Double mise (1996) : Clementine
  - Du venin dans les veines (1998) : Helen Baring
  - The Anniversary Party (2001) : Skye Davidson

- Hope Davis[4] dans :
  - The Matador : Même les tueurs ont besoin d'amis (2005) : Bean Wright
  - Faussaire (2006) : Andrea Tate
  - Real Steel (2011) : tante Debra

- Kristen Wiig[4] dans :
  - Friends with Kids (2012) : Missy
  - Zoolander 2 (2016) : Alexanya Atoz
  - Downsizing (2018) : Audrey Safranek

- Renée Zellweger[4] dans :
  - Jerry Maguire (1997) : Dorothy Boyd
  - Contre-jour (1998) : Ellen Guden

- Bridget Fonda[4] dans :
  - Un plan simple (1998) : Sarah Mitchell
  - Lake Placid (1999) : Kelly Scott

- Heather Graham[4] dans :
  - Feu de glace (2002) : Alice Loudon
  - Un bébé à bord (2009) : Angela Marks

- Jane Adams dans :
  - Poltergeist (2015) : Dr Brooke Powell
  - Dog (2022) : Tamara

- Rachel Dratch dans :
  - Mariage à Long Island (2018) : Debbie
  - Un week-end à Napa (2019) : Rebecca

- 1993 : Arizona Dream : Grace Stalker (Lili Taylor)
- 1995 : Nos chers mensonges : Beatrice (Katharina Schneebeli)
- 1996 : Emma, l'entremetteuse : Harriet Smith (Toni Collette)
- 1997 : Lolita : Charlotte Haze (Melanie Griffith)
- 1998 : Loin du paradis : Beth Eastern (Anne Heche[4])
- 1999 : Haute Voltige : Virginia Baker (Catherine Zeta-Jones[4])
- 1999 : Big Daddy : Layla Moloney (Joey Lauren Adams)
- 1999 : L'Autre Sœur : Heather Tate (Sarah Paulson)
- 1999 : Le Songe d'une nuit d'été : Helena (Calista Flockhart)
- 2000 : La Coupe d'or : Charlotte Stant (Uma Thurman[4])
- 2000 : Cut : Hilary Jacobs (Kylie Minogue)
- 2001 : Un mariage trop parfait : Penny (Judy Greer)
- 2001[n 1] : Wet Hot American Summer : Susie (Amy Poehler)
- 2001 : L'Intrus : Susan (Teri Polo)
- 2004 : The Grudge : Susan Williams (KaDee Strickland)
- 2004 : Blade: Trinity : Danica Talos Parker Posey)
- 2004 : Le Pont du roi Saint-Louis : Camila Villegas (Pilar López de Ayala)
- 2004 : Rochester, le dernier des libertins : Elizabeth Malet (Rosamund Pike)
- 2006 : Garfield 2 : Abby Westminister (Lucy Davis)
- 2006 : Silent Hill : Cybil Bennett (Laurie Holden)
- 2007 : Boogeyman 2 : Dr Jessica Ryan (Renée O'Connor)
- 2008 : La Loi et l'Ordre : Karen Kleisner / Karen Corelli (Carla Gugino)
- 2008 : Smiley Face : la candidate pour l'audition (Jayma Mays)
- 2009 : L'Enquête : Eleonor Whitman (Naomi Watts)
- 2011 : Conan : Marique (Rose McGowan)
- 2012 : The Master : Mildred Drummond (Patty McCormack)
- 2013 : Riddick : Dahl (Katee Sackhoff)
- 2013 : A.C.O.D. : Sondra (Amy Poehler)
- 2014 : Sin City : J'ai tué pour elle : Ava Lord (Eva Green)
- 2014 : Birdman : Laura (Andrea Riseborough)
- 2015 : Charlie Mortdecai : Georgina (Olivia Munn)
- 2015 : Les Suffragettes : Violet Miller (Anne-Marie Duff)
- 2016 : Lion : Mme Sood (Deepti Naval (en))
- 2016 : Bad Moms : Gwendolyn (Christina Applegate)
- 2017 : You Get Me : Corinne (Jennifer Esposito)
- 2017 : Permission : Lydia (Gina Gershon)
- 2018 : Paul, Apôtre du Christ : Priscille (Joanne Whalley)
- 2018 : The Week Of : Debbie [Qui ?]
- 2018 : Paranoïa : Angela Valentini (Amy Irving)
- 2019 : Malgré tout : Claudia (Belén Cuesta)
- 2021 : The Tender Bar : ? (?)
- 2021 : Dans les yeux de Tammy Faye : ? (?)
- 2021 : Quatorze jours : Marta (Carlotta Natoli)
- 2022 : Argentine, 1985 : ? (?)
- 2022 : Parée pour percer (en) : ? (?)
- 2022 : Pour le meilleur et pour de faux (pt) : Dona Carlota (Patrícya Travassos)
- 2022 : Master : ? (?)
- 2023 : You People : Shelley (Julia Louis-Dreyfus)
- 2023 : Excroissance : la dermatologue (Carrie Stauber)
- 2023 : Clock (en) : Dr Elizabeth Simmons (Melora Hardin)
- 2023 : Reptile : Deena Allen (Catherine Dyer (en))
- 2023 : Totally Killer : Pam Hughes (Julie Bowen)
- 2023 : Fiction à l'américaine : ? (?)
- 2024 : Red One : Olivia (Mary Elizabeth Ellis)

#### Films d'animation
- 1984 : Nausicaä de la Vallée du Vent : Xandra (1er doublage)
- 1988[n 2] : Le Tombeau des lucioles : la tante (2d doublage)
- 1995[n 3] : Si tu tends l'oreille : Asako Tsukishima, la mère de Shizuku
- 2004 : Team America, police du monde : Liv Tyler
- 2019 : Nicky Larson Private Eyes : Tam Chamade
- 2020[n 4] : Made in Abyss : L'Aurore de l'âme des profondeurs : Lisa et la narratrice
- 2023 : Spider-Man : Across the Spider-Verse : ?

### Télévision

#### Téléfilms
- Kellie Martin[4] dans (11 téléfilms) : 
  - Disparu (2006) : Nicole Lauker
  - Dernière Obsession (2007) : Nina St. Clair
  - Un jour mon prince viendra (2011) : Gwen Cole
  - J'ai épousé une star (2012) : Jordan Grady
  - Une rencontre pour Noël (2013) : Kathy
  - Le Courrier du cœur (2014) : Katie Miner
  - Dernier jour d'été (2015) : Annie
  - Petits meurtres et confidences (2016) : Hailey Dean
  - Petits meurtres et confidences : Rendez-vous meurtrier (2017) : Hailey Dean
  - Petits meurtres et confidences : Mystérieuse disparition (2017) : Hailey Dean
  - Petits meurtres et confidences : L'Art du meurtre (2018) : Hailey Dean

- Cynthia Preston dans (6 téléfilms) : 
  - Secrets inavouables (2008) : Julie
  - La Vengeance faite femme (2008) : Allison
  - La Vengeance d'une sœur (2009) : Jane Parker
  - Que s'est-il passé cette nuit-là ? (2017) : Emily Ritcher
  - Du conte de fées au cauchemar (2018) : Linn
  - Escort girl pour payer ses études (2019) : Karen Talbot

- Kelly Rowan[4] dans (5 téléfilms) : 
  - Compte à rebours explosif (2002) : Ashley Pryor
  - 8 jours pour mon fils (2006) : Teresa Spring
  - Au nom de ma fille (2007) : Judith Leavitt
  - Le Mur de l'humiliation (2011) : Kris Hillridge
  - Pour l'amour de Rose (2016) : Caroline

- Ashley Jones dans (4 téléfilms) :
  - Ma vengeance sera terrible (2017) : Miriam Preston
  - Une lycéenne diabolique (2019) : Connie Manning
  - Chloé, 18 ans, disparue (2021) : Mandy
  - Sugar baby malgré moi (2022) : Melanie

- Ally Walker[4] dans :
  - Comme une image pas très sage (1999) : Susan Stone
  - Meurtre sur rendez-vous (2007) : Val Spencer

- Daina Leitold dans :
  - Un associé à croquer (2020) : Jody
  - Les 12 rendez-vous de Noël (2020) : Cori
  - Milliardaire ou presque (2021) : Dana

- 2007 : Les Guêpes mutantes : Jane Kosik (Sarah Allen (en))
- 2011 : Rendez-vous interdits : Jacqueline Fitzpatrick (Krista Bridges (en))
- 2013 : Une mère indigne : Rachel (Jean Louisa Kelly)
- 2016 : Un mari avant Noël : Zelda (Lauren Pritchard)
- 2019 : Mon fils, piégé dans un réseau d'escort boys ! : Courtney (Olivia d'Abo)
- 2019 : Prête à tout pour mon enfant, même l'illégalité ! : Bethany Slade (Mia Kirshner)
- 2021 : Une nuit avec un serial killer : la lieutenante Rebecca « Becky » Gerardy (Colleen Elizabeth Miller)
- 2021 : Les fabuleux miracles de Noël : Emily Romero (Lauren Akemi Bradley)
- 2022 : La briseuse de mariage : Wendy (Lynne Baker)
- 2022 : Une bague de trop : Emily (Mary-Beth Manning)
- 2022 : Coup de foudre à l'auberge de Noël : Sarah (Kate Twa)
- 2022 : Un drôle d'ange gardien pour Noël : Celeste (Mary Fanning Driggs)

#### Séries d'animation
- 1967-1968[n 5] : Princesse Saphir : Pan
- 1971[6] : Nolan : Baka (épisode 5)
- 1978-1979[n 6] : L'Île au trésor : Jim Hawkins
- 1980[7] : Lutinette et Lutinou : Lutinette
- 1980 : Le Prince et le Pauvre[8] : le prince Edward
- 1983-1985 : Signé Cat's Eyes : Tam Chamade, Poupette (épisode 22)
- 1985 : Sablotin : Jeanne
- 1986 : Moi Renart : voix diverses
- 1986-1988 : Les Pierrafeu en culottes courtes : Betty
- 1987 : Max et Compagnie : Manu, la Grand-mère
- 1989-1991 : Bouli : Bouli Balle et Bouli Hockey
- 1991 : Sally la petite sorcière : Elisa (voix de remplacement, épisodes 19 à 28)
- 1992-1993 : La Famille Addams : Mercredi Addams
- 1994-1996 : Creepy Crawlers : Samantha
- 1996-1997 : Équipières de choc : Olivia
- 1998 : Le Surfer d'Argent : Nova / Frankie Raye et Kili
- 2004-2005 : Les Supers Nanas : Bulle (2e voix, saison 6)
- 2004-2011 : Tous en selle avec Bibi et Tina : Mme Martin
- 2006-2007 : Les Supers Nanas Zeta : Bulle
- 2009 : Star Wars: The Clone Wars : Cassie Cryar (épisode 33)
- 2009-2010 : Monsieur Bébé (en) : Carole (création de voix)
- 2011 : Archer : Katya Kazanova (saison 2)
- 2013-2015 : Hubert et Takako : Katy (création de voix)
- 2015 : H2O : l'île aux sirènes (en) : voix additionnelles
- 2017[n 7]-2022 : Made in Abyss : la narratrice / Lisa
- 2019-2020 : La Bande à Picsou : Emma Glamour, Lily Bouillotte et Zenith
- 2020 : Noblesse : Erga Kenesis Di Raskreia
- 2021 : What If...? : Betty Ross (saison 1, épisode 3)
- 2021 : Wolfboy et la fabrique de l'étrange (en) : voix additionnelles
- 2021 : Les Razmoket : voix additionnelles
- 2022 : Dragon Age: Absolution (en) : Qwydion
- depuis 2022 : Hamster et Gretel : Destructrice, la coach Haggerty, Lauren et Kathy
- depuis 2023 : Kiff : Helen, Mme Renne des neiges et Harry
- 2024 : The Grimm Variations : Tsuruko

### Jeux vidéo
- 1997 : The Curse of Monkey Island : Elaine
- 2000 : Escape from Monkey Island : Elaine
- 2016 : World of Warcraft: Legion : Thalyssra